# Franco Gussoni
Franco Gussoni (Pontremoli, 3 dicembre 1949 – Catania, 5 agosto 2018) è stato un politico italiano, presidente della Provincia di Massa-Carrara dal 1994 al 2003.

## Biografia
Insegnante di scuola media, impegnato in politica con la Democrazia Cristiana, è consigliere comunale a Pontremoli fin dagli anni '80.
Allo scioglimento della DC aderisce al Partito Popolare Italiano. Alle elezioni provinciali del 1994 è candidato alla presidenza della Provincia di Massa-Carrara, sostenuto da PDS, PPI, PSI e PRI: al primo turno ottiene il 46,4% dei voti, poi vince il ballottaggio contro Enrico Ferri con il 56%.
Alle seguenti elezioni provinciali di Massa-Carrara del 1998 è ricandidato alla presidenza dalla coalizione di centrosinistra e vince al primo turno con il 60%. Rimane in carica sino alla scadenza del mandato nel 2003. In tale anno è nominato assessore provinciale per La Margherita nella giunta guidata dal suo successore Osvaldo Angeli, ruolo che mantiene fino al 2008.
Dal 2007 aderisce al neonato PD, dallo stesso anno e fino al 2011 è sindaco di Pontremoli.
Si è spento a 68 anni, nell'agosto del 2018.